# Сьерра-Сур (Хаэн)
Сьерра-Сур (исп. Sierra Sur (Jaén))  — район (комарка) в Испании, входит в провинцию Хаэн в составе автономного сообщества Андалусия.

## Муниципалитеты
| Муниципалитет        | Население | Площадь км² | Плотность населения чел./км² |
| -------------------- | --------- | ----------- | ---------------------------- |
| Алькала-ла-Реаль     | 22.129    | 262,9       | 84,1                         |
| Алькаудете           | 11.164    | 238         | 46,9                         |
| Кастильо-де-Локубин  | 5.009     | 104         | 48,16                        |
| Фрайлес              | 1.796     | 41,37       | 43,41                        |
| Вальдепеньяс-де-Хаэн | 4.241     | 183         | 23,58                        |